# Светлое будущее (роман)
Све́тлое бу́дущее — второй роман советского писателя и философа Александра Зиновьева. Роман впервые опубликован в швейцарском издательстве «L'Âge d’Homme» 15 марта 1978 года. Роман на примере судьбы либерала-«шестидесятника» описывает советское общество. Публикация романа вызвала негативную реакцию со стороны властей СССР и стала одной из причин высылки Зиновьева в ФРГ и лишению его советского гражданства.

## Сюжет
Действие романа происходит в Советском Союзе в 70-е годы в Москве. Главный герой произведения, от лица которого ведётся повествование, — безымянный профессор, доктор философских наук, заведующий кафедрой в идеологическом институте, стремящийся сделать карьеру и попасть в члены-корреспонденты Академии наук. Герой дружит с талантливым подчинённым Антоном Зиминым, фронтовиком, отсидевшим двенадцать лет в лагерях, с которым постоянно спорит на политические и идеологические темы. Антон пишет книгу «Коммунизм. Идеология и реальность». Узнав об этом от органов, главный герой расспрашивает Антона о судьбе книги под предлогом помощи в её издании на Западе. Параллельно герой участвует в интригах вокруг издания идеологических трудов.
На выборах в членкоры главный герой проваливается. В результате его увольняют с должности, а возглавляемый им отдел реорганизуют. От героя уходит любовница, подаёт на развод жена. Дочь Лена, узнав, что главный герой, её отец, был сослуживцем Антона и донёс на него, кончает с собой.
Несмотря на неприятности, герой мечтает о новом карьерном взлёте на новом месте работы.

## История создания
В 1975 году Александр Зиновьев заканчивает работу над своим первым романом «Зияющие высоты» и переправляет рукопись по частям на Запад. В процессе переправки пропадают две части: «Сказка о Московии» и «Исповедь отщепенца».
В июле 1976 года в посёлке Пятихатка под Киевом Зиновьев начинает восстанавливать пропавшие части и пишет новый роман.
В августе на Западе выходит его первая книга. У Зиновьева начинается проблемы на работе: в Институте философии АН СССР принимают решение исключить Зиновьева из КПСС и ходатайствовать о лишении учёных званий.
Осенью того же года Зиновьев переправляет рукопись романа в Швейцарию. Как и предыдущий роман, книга печатается издательством «L'Âge d’Homme» Владимира Дмитриевича в Бельгии 15 марта 1978 года в городе Лёвен в типографии «Rosseels Printing». Публикация книги вызывала негативную реакцию власти. КГБ СССР подаёт доклад за подписью Юрия Андропова в ЦК КПСС, где оценивает деятельность Зиновьева как антисоветскую и противоправную.

В очередном пасквиле содержатся крайне циничные клеветнические измышления о советской действительности, теории и практике коммунистического строительства, оскорбительные выпады против В. И. ЛЕНИНА, нашей партии и его руководства.
Советское общество ЗИНОВЬЕВ клеветнически изображает как «модель коммунизма с колючей проволокой… в четыре ряда».
Пасквиль ЗИНОВЬЕВА направлен на разжигание национальной розни и вражды между народами. В нём содержатся грубые выпады в отношении интернациональной политики Советского государства.— Из записки КГБ СССР № 1311-А «О мерах по пресечению антисоветской деятельности ЗИНОВЬЕВА А.»
Семья Зиновьева получает документы на выезд в ФРГ и покидает СССР. В дальнейшем Зиновьев будет лишён советского гражданства.
Роман был переведён на множество европейских языков. В России роман издан в 2000 году издательством «Центрполиграф» в рамках издания собрания сочинений писателя.

## Премии и награды
27 ноября 1978 в Париже роман получил премию «Медичи» как лучшее зарубежное произведение.

## Издания

### На русском языке
- Александр Зиновьев. Светлое будущее. — Lausanne: L'Age d'Homme, 1978.
- Александр Зиновьев. Светлое будущее // Собрание сочинений в 10 томах.. — М.: Центрполиграф, 2000. — Т. 2.
- Александр Зиновьев. Светлое будущее // Светлое будущее (сборник). — Астрель, 2008.

### На иностранных языках
- Alexandre Zinoviev. L'avenir Radieux. — Lausanne: L'Âge d'homme, 1978.
- Aleksandr Zinovʹev. Den ljusa framtiden. — Stockholm: Coeckelbergs, 1979.
- Alexander Sinowjew. Lichte Zukunft. — Zürich: Diogenes-Verlag, 1979.
- Alexander Zinoviev. The Radiant Future. — New York: Random House, 1980.
- Aleksander Zinovjev. Den lyse fremtid. — Aventura, 1980.
- Aleksandr Zinoviev. Radiante porvenir. — Ruedo Ibérico, 1980.
- Aleksandr Zinovjev. De lichtende toekomst. — Meulenhoff/Arbeiderspers, 1981.
- Aleksandr Zinov'ev. Il radioso avvenire. — Milano: Spirali, 1997.